# باشگاه ورزشی رابین‌هود
باشگاه ورزشی رابین‌هود یک باشگاه فوتبال حرفه‌ای سورینامی است که در پاراماریبو مستقر است و در لیگ برتر سورینام، بالاترین سطح فوتبال در سورینام رقابت می‌کند. رابین‌هود که در ۶ فوریه ۱۹۴۵ تأسیس شد ، موفق‌ترین باشگاه در فوتبال سورینامی است، با کسب ۲۵ عنوان لیگ و رکورد هفت عنوان در جام حذفی و سوپر جام سورینام. این باشگاه اولین باشگاه سورینامی بود که به مرحله نهایی مسابقات آمریکای شمالی رسید و به فینال جام قهرمانان کونکاکاف ۱۹۷۲ رسید. اگرچه در تاریخ خود پنج بار به فینال قهرمانی باشگاهی کونکاکاف رسید، رابین‌هود تا سال ۲۰۲۳ هرگز عنوان قاره‌ای کسب نکرده بود، هنگامی که آنها هم در مسابقات کارائیب ۲۰۲۳ و هم جام کارائیب ۲۰۲۳ را به دست آوردند.

## افتخارات
- لیگ برتر: ۲۶ قهرمانی
- جام حذفی: ۷ قهرمانی
- سوپر جام: ۷ قهرمانی
- جام قهرمانان کونکاکاف: ۵ نایب قهرمانی
- جام کارائیب کونکاکاف: ۱ قهرمانی
- جام باشگاه‌های کارائیب: ۱ نایب قهرمانی
- مسابقات باشگاهی کارائیب: ۲ قهرمانی